# Agaricus subrufescens
Agaricus subrufescens (sin. Agaricus blazei, Agaricus brasiliensis o rufotegulis) es una especie de hongo, conocido como hongo de la almendra, champiñón del sol, seta de Dios, hongo de la vida, real agaricus sol, jisongrong o himematsutake (Japonés:姫松茸, "princesa matsutake") y por una serie de otros nombres. El Agaricus subrufescens es una opción comestible, con un sabor algo dulce y con aroma de almendras. El hongo también es bien conocido como un hongo medicinal por sus supuestas propiedades medicinales, la investigación indica que puede estimular el sistema inmune.

## Taxonomía
La especie Agaricus subrufescens fue descrita por primera vez por el botánico estadounidense Charles Horton Peck en 1893. Durante finales del siglo xix se cultiva en el este los Estados Unidos. Fue redescubierto en Brasil durante 1970, y mal identificado como Agaricus blazei Murrill, una especie descrita originalmente en Florida. Fue comercializado por sus supuestas propiedades medicinales bajo varios nombres, entre ellos ABM (por Agaricus blazei Murill), cogumelo do sol (champiñón del sol), cogumelo de Deus (seta de Dios), cogumelo de vida (hongo de la vida), himematsutake, real agaricus sol, Mandelpilz y hongo de la almendra.
En 2002, Didukh y Wasser rechazaron correctamente el nombre de A. blazei para esta especie, pero desafortunadamente llamaron al hongo A. brasiliensis, un nombre que ya había sido usado para una especie diferente, Agaricus brasiliensis Fr. (1830). Richard Kerrigan emprendió pruebas genéticas y de interfertilidad en varias cepas de hongos, las cuales mostraron que las muestras de las cepas brasileñas del llamado A. blazei y A. brasiliensis eran genéticamente similares e interfértiles con las poblaciones norteamericanas de Agaricus subrufescens. Estas pruebas también mostraron que la especie europea llamada A. rufotegulis es de la misma especie. Como A. subrufescens es el nombre más antiguo, tiene prioridad taxonómica.
Agaricus blazei Murrill es un nombre perfectamente válido, pero para un hongo completamente diferente.